# Charles-Antoine Coypel
Charles-Antoine Coypel (Parigi, 11 luglio 1694 – Parigi, 14 giugno 1752) è stato un pittore francese.

## Biografia
Apparteneva ad una grande famiglia di artisti: furono pittori anche il nonno Noël, il padre Antoine e lo zio Noël-Nicolas. Fu inoltre un abile politico e, vivendo sempre a Parigi, raggiunse le più alte cariche dell'Amministrazione artistica. Entrò all'Accademia reale di pittura e scultura nel 1715 e ne divenne direttore nel 1747. Alla morte del padre Antoine gli succedette nel titolo di  "Primo pittore del re" ed ebbe un importante ruolo nella creazione della "Scuola degli Allievi Protetti dell'Accademia reale".
Ricevette, inoltre, numerosissimi incarichi per dei dipinti nella reggia di Versailles e lavorò spesso per Madame de Maintenon. Fu un eccellente disegnatore di arazzi, realizzandone moltissimi, anche per la famosa Manifattura dei Gobelins. Storia Santa, su suo cartone, fu tessuta dall'arazziere Pierre-François Cozette. Notevole è la serie dedicata a Don Chisciotte, poiché fu il primo artista ad illustrare le gesta dell'eroe spagnolo, in modo molto accurato e professionale. La serie dei dodici arazzi delle Storie di Don Chisciotte fu tessuta da Michel Audran e dal Cozette. 
Nel 1747 fu incaricato dalla regina di Polonia di disegnare una serie di scene teatrali per le sue tappezzerie.
Ma Charles Coypel fu anche un brillante scrittore e drammaturgo. Gli si devono diversi testi di critica d'arte, prose, alcune poesie, diverse commedie e due tragedie.

## Alcune opere pittoriche
- "Giasone e Antiope", 1715
- "La Conversione di Sant'Agostino", Reggia di Versailles, 1736
- "Athalia interroga Gioas", Museo di Belle arti, Brest, 1741
- "Il Sacrificio d'Isacco", 1746
- "La furia di Achille", 1737

## Galleria d'immagini

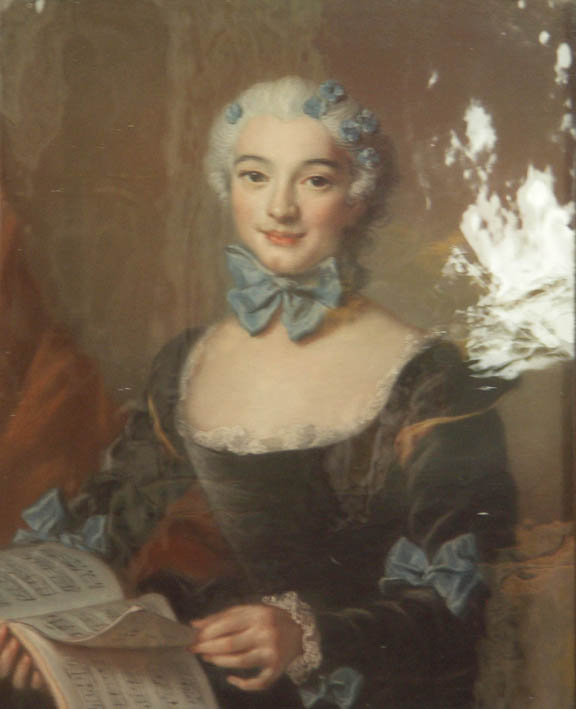
Ritratto di M.lle Darlus
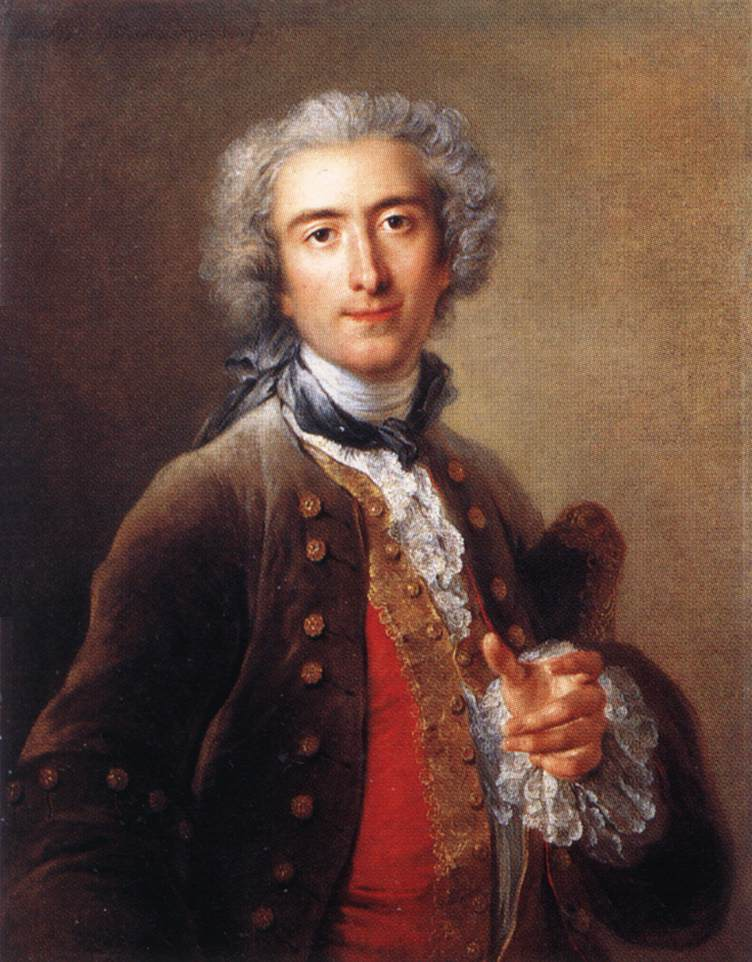
Ritratto di Philippe Coypel
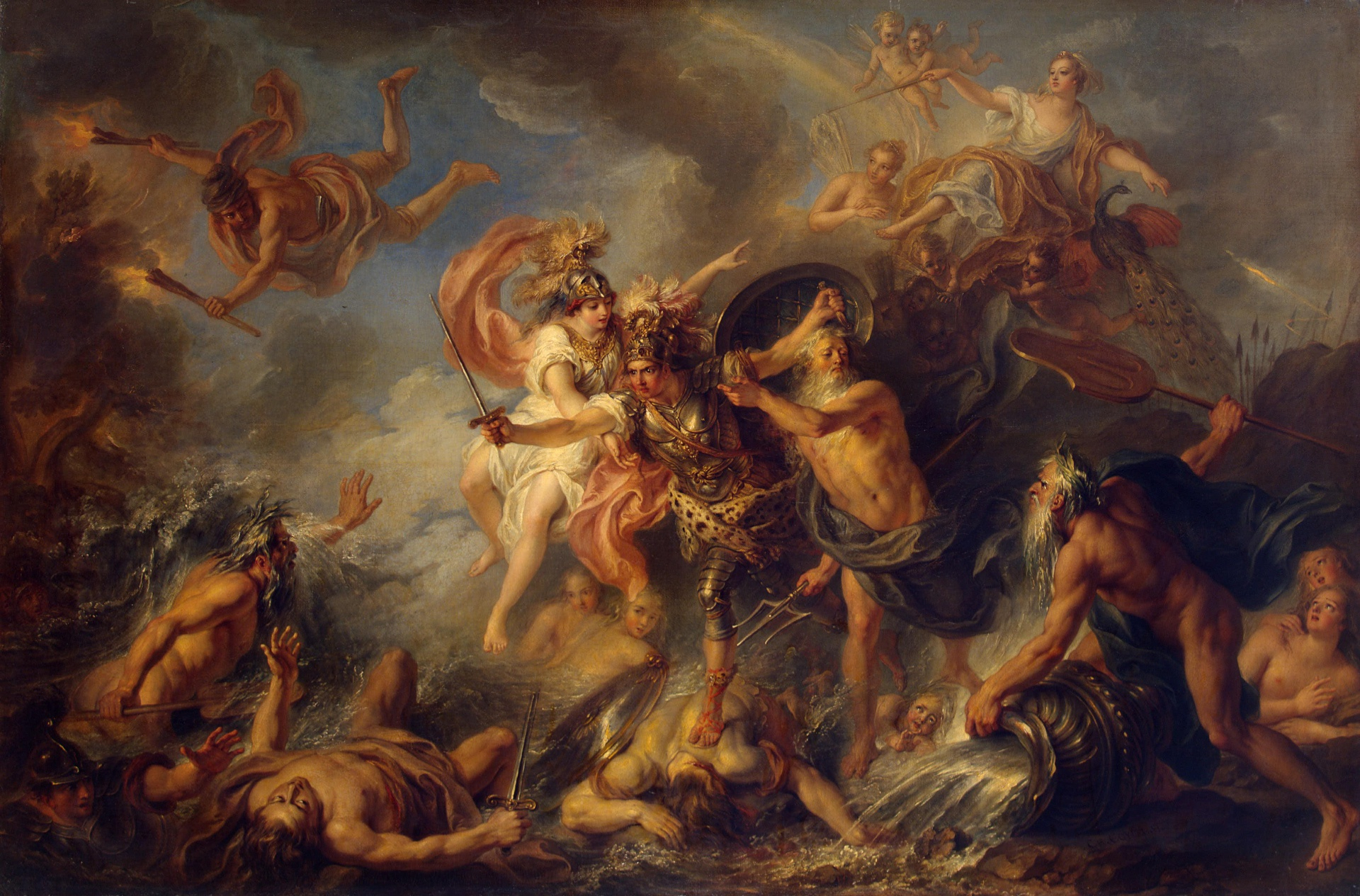
La furia di Achille
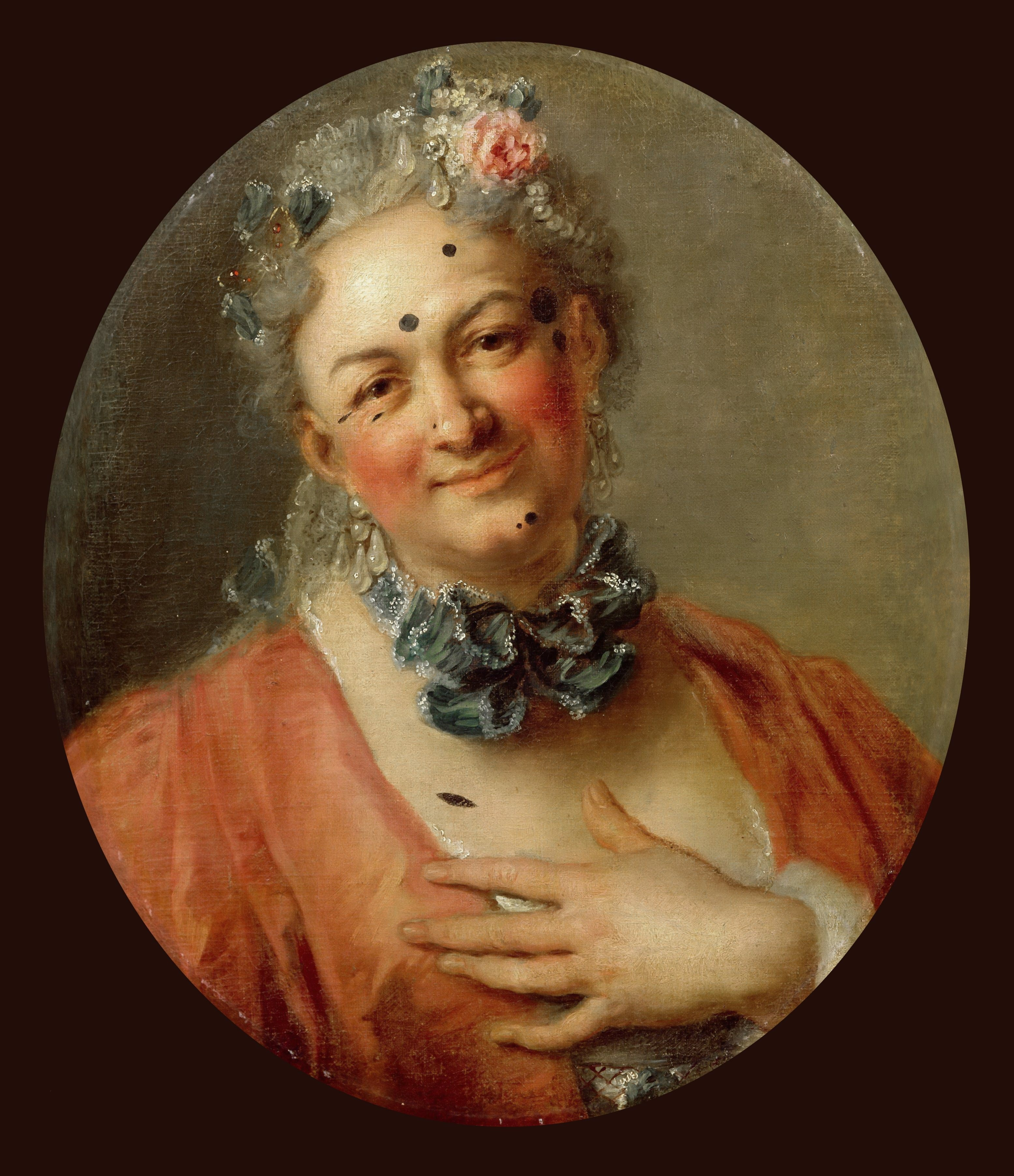
Jélyotte
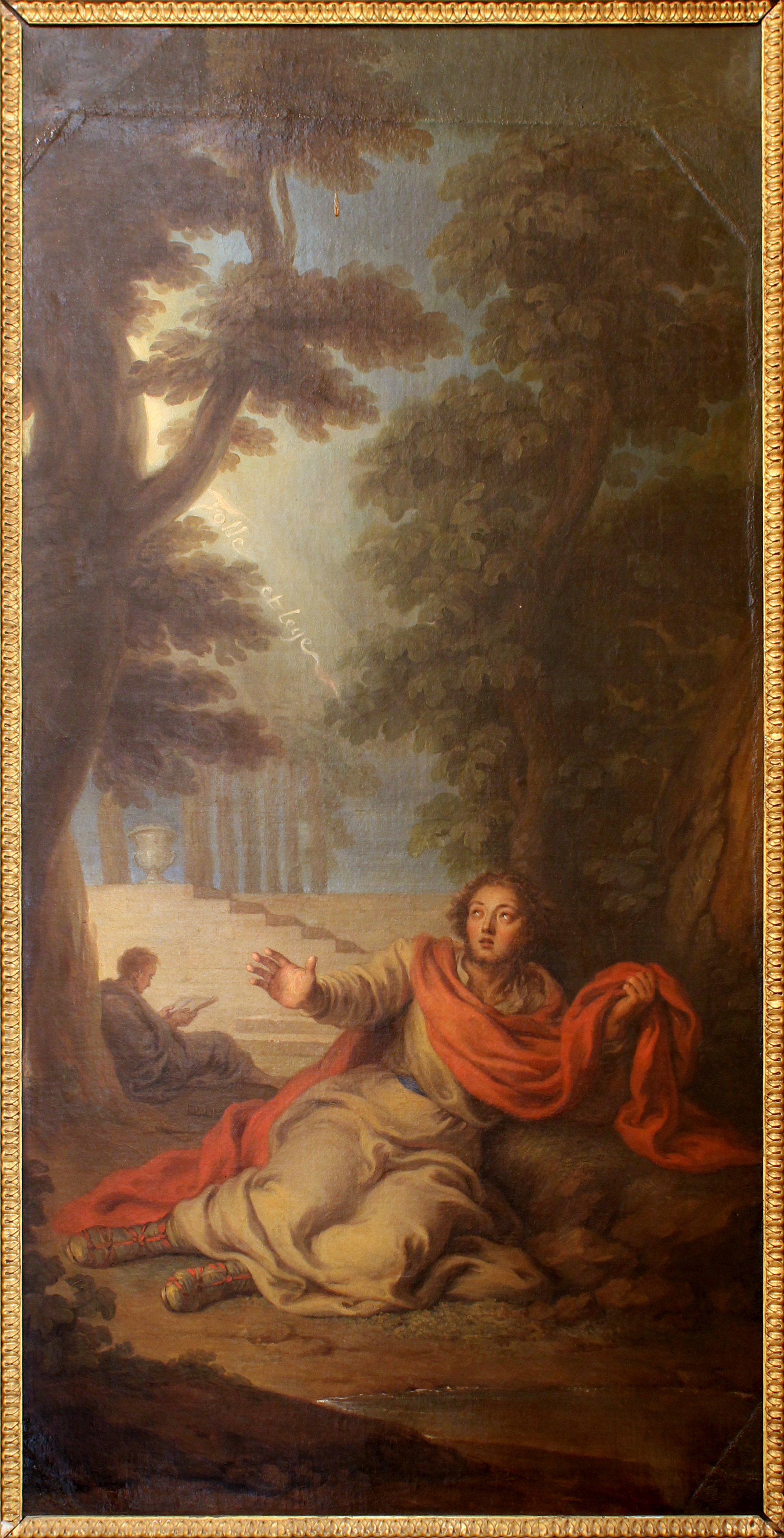
La Conversione di Sant'Agostino